# مارك إنجل
مارك إنجل (بالإنجليزية: Mark Engel)‏ هو متزحلق جبال الألب أمريكي، ولد في 1 أكتوبر 1991 في ساكرامنتو في الولايات المتحدة.

## وصلات خارجية
- مارك إنجل على موقع الاتحاد الدولي للتزلج (التزلج على المنحدرات الثلجية) (الإنجليزية)
- مارك إنجل على موقع اللجنة الأولمبية الدولية (الإنجليزية)
- مارك إنجل على موقع أوليمبيديا (الإنجليزية)
- مارك إنجل على موقع اللجنة الأولمبية والبارالمبية الأمريكية (الإنجليزية)